# La Brée-les-Bains
La Brée-les-Bains és un municipi francès situat al departament del Charente Marítim i a la regió de la Nova Aquitània. L'any 2007 tenia 747 habitants.

## Demografia

### Població
El 2007 la població de fet de La Brée-les-Bains era de 747 persones. Hi havia 379 famílies de les quals 158 eren unipersonals (55 homes vivint sols i 103 dones vivint soles), 154 parelles sense fills, 51 parelles amb fills i 16 famílies monoparentals amb fills.
La població ha evolucionat segons el següent gràfic:
Habitants censats

### Habitatges
El 2007 hi havia 1.824 habitatges, 400 eren l'habitatge principal de la família, 1.408 eren segones residències i 16 estaven desocupats. 1.760 eren cases i 45 eren apartaments. Dels 400 habitatges principals, 287 estaven ocupats pels seus propietaris, 101 estaven llogats i ocupats pels llogaters i 13 estaven cedits a títol gratuït; 3 tenien una cambra, 31 en tenien dues, 118 en tenien tres, 121 en tenien quatre i 127 en tenien cinc o més. 307 habitatges disposaven pel capbaix d'una plaça de pàrquing. A 229 habitatges hi havia un automòbil i a 117 n'hi havia dos o més.

### Piràmide de població
La piràmide de població per edats i sexe el 2009 era:
| Homes | Edats   | Dones |
| ----- | ------- | ----- |
| 0     | 95 o +  | 0     |
| 0     | 90 a 94 | 3     |
| 11    | 85 a 89 | 18    |
| 23    | 80 a 84 | 9     |
| 28    | 75 a 79 | 60    |
| 26    | 70 a 74 | 42    |
| 36    | 65 a 69 | 29    |
| 27    | 60 a 64 | 47    |
| 25    | 55 a 59 | 15    |
| 21    | 50 a 54 | 22    |
| 17    | 45 a 49 | 13    |
| 21    | 40 a 44 | 28    |
| 21    | 35 a 39 | 18    |
| 21    | 30 a 34 | 15    |
| 9     | 25 a 29 | 18    |
| 21    | 20 a 24 | 7     |
| 6     | 15 a 19 | 20    |
| 22    | 10 a 14 | 17    |
| 15    | 5 a 9   | 16    |
| 17    | 0 a 4   | 11    |

## Economia
El 2007 la població en edat de treballar era de 374 persones, 213 eren actives i 161 eren inactives. De les 213 persones actives 172 estaven ocupades (82 homes i 90 dones) i 42 estaven aturades (23 homes i 19 dones). De les 161 persones inactives 90 estaven jubilades, 25 estaven estudiant i 46 estaven classificades com a «altres inactius».

### Ingressos
El 2009 a La Brée-les-Bains hi havia 424 unitats fiscals que integraven 782,5 persones, la mediana anual d'ingressos fiscals per persona era de 17.704 €.

### Activitats econòmiques
Dels 60 establiments que hi havia el 2007, 2 eren d'empreses extractives, 3 d'empreses alimentàries, 2 d'empreses de fabricació d'altres productes industrials, 8 d'empreses de construcció, 18 d'empreses de comerç i reparació d'automòbils, 5 d'empreses de transport, 10 d'empreses d'hostatgeria i restauració, 1 d'una empresa immobiliària, 6 d'empreses de serveis, 4 d'entitats de l'administració pública i 1 d'una empresa classificada com a «altres activitats de serveis».
Dels 15 establiments de servei als particulars que hi havia el 2009, 1 era una oficina de correu, 1 paleta, 3 guixaires pintors, 1 fusteria, 1 lampisteria, 1 electricista, 1 perruqueria, 5 restaurants i 1 agència immobiliària.
Dels 11 establiments comercials que hi havia el 2009, 2 eren botiges de menys de 120 m², 3 fleques, 5 carnisseries i 1 una llibreria.
L'any 2000 a La Brée-les-Bains hi havia 10 explotacions agrícoles que ocupaven un total de 54 hectàrees.

## Equipaments sanitaris i escolars
El 2009 hi havia una escola elemental integrada dins d'un grup escolar amb les comunes properes formant una escola dispersa.

## Poblacions més properes
El següent diagrama mostra les poblacions més properes.